# Tatsuya Shinhama
Tatsuya Shinhama (新濱 立也?; Betsukai, 11 luglio 1996) è un pattinatore di velocità su ghiaccio giapponese.

## Palmarès

### Mondiali distanza singola
- 1 medaglia:
  - 1 bronzo (500 m a Salt Lake City 2020).

### Mondiali sprint
- 2 medaglie:
  - 1 oro (Hamar 2020);
  - 1 argento (Heerenveen 2019).